# یوناک
یاناک (به ترکی استانبولی: Yunak) شهری است در کشور ترکیه که در استان قونیه واقع شده‌است. جمعیت این شهر بر اساس سرشماری سال ۲۰۰۸ میلادی ۹٬۵۶۱ نفر و بر اساس برآوردهای سال ۲۰۰۹ میلادی ۹٬۰۱۵ نفر می‌باشد.